# NGC 7430
NGC 7430 is een spiraalvormig sterrenstelsel in het sterrenbeeld Pegasus. Het hemelobject werd op 27 augustus 1864 ontdekt door de Duits-Deense astronoom Heinrich Louis d'Arrest.

## Synoniemen
- MCG 1-58-17
- ZWG 405.19
- ARAK 571
- PGC 70106